# Promise/Star
《Promise/Star》（承諾／星光）為日本歌手倖田來未於2005年9月7日發行之第18張單曲。

## 解說
- 前作《flower》約隔一個月發行的2A面單曲，為精選輯《BEST〜first things〜》的先行單曲。
- 單曲封面的外側為「Promise」，內側為「Star」的樣式。
- 「Promise」獲得第20回日本金唱片大賞。音樂錄影帶中的男演員内田朝陽演出一位結婚前夕死亡的戀人。
- 本作之後，從下張單曲的《you》開始為12週單曲連發，開創世界音樂史的首次的紀錄。
- 「Promise」也收錄在2007年發行的精選輯《BEST 〜BOUNCE & LOVERS〜》中。

## 發行版本
- CD+DVD
- CD ONLY

## 曲目

### CD
1. Promise
朝日電視台《奇跡の扉 TVのチカラ》片尾曲
2. Star
NDS專用遊戲《うる星やつら エンドレスサマー》主題曲
3. Promise（Instrumental）
4. Star（Instrumental）

### DVD
1. Promise
2. Star（short version）
3. Making of "Promise" & "Star"